# Stadtstrand

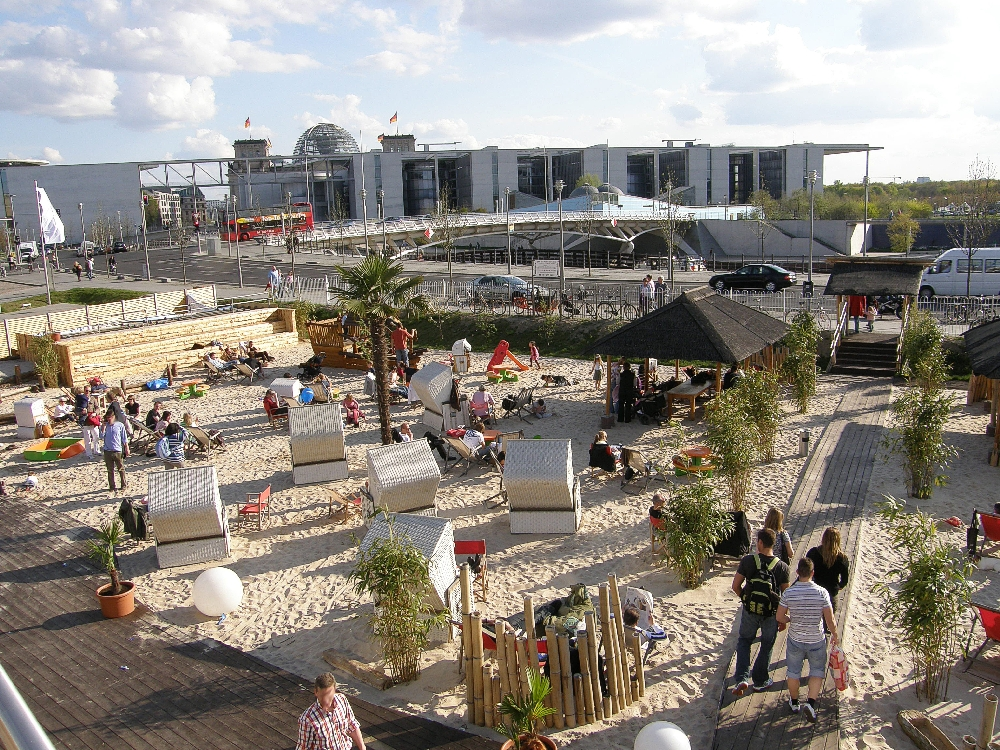
Bundespressestrand in Berlin

Stadtstrände (auch Beach Clubs oder Citybeaches genannt) sind ein aktueller Trend in der Gastronomielandschaft der Städte. Sie bieten eine Möglichkeit zur Erholung in der Stadt, indem sie Strände am Meer kopieren und die Atmosphäre an der See bzw. Strandleben nachempfinden. Grundlage hierfür sind Aufschüttungen von Sand, Liegestühle, Palmen, Bast, Strandkörbe oder andere strandtypische Accessoires.

## Begriff und Abgrenzung

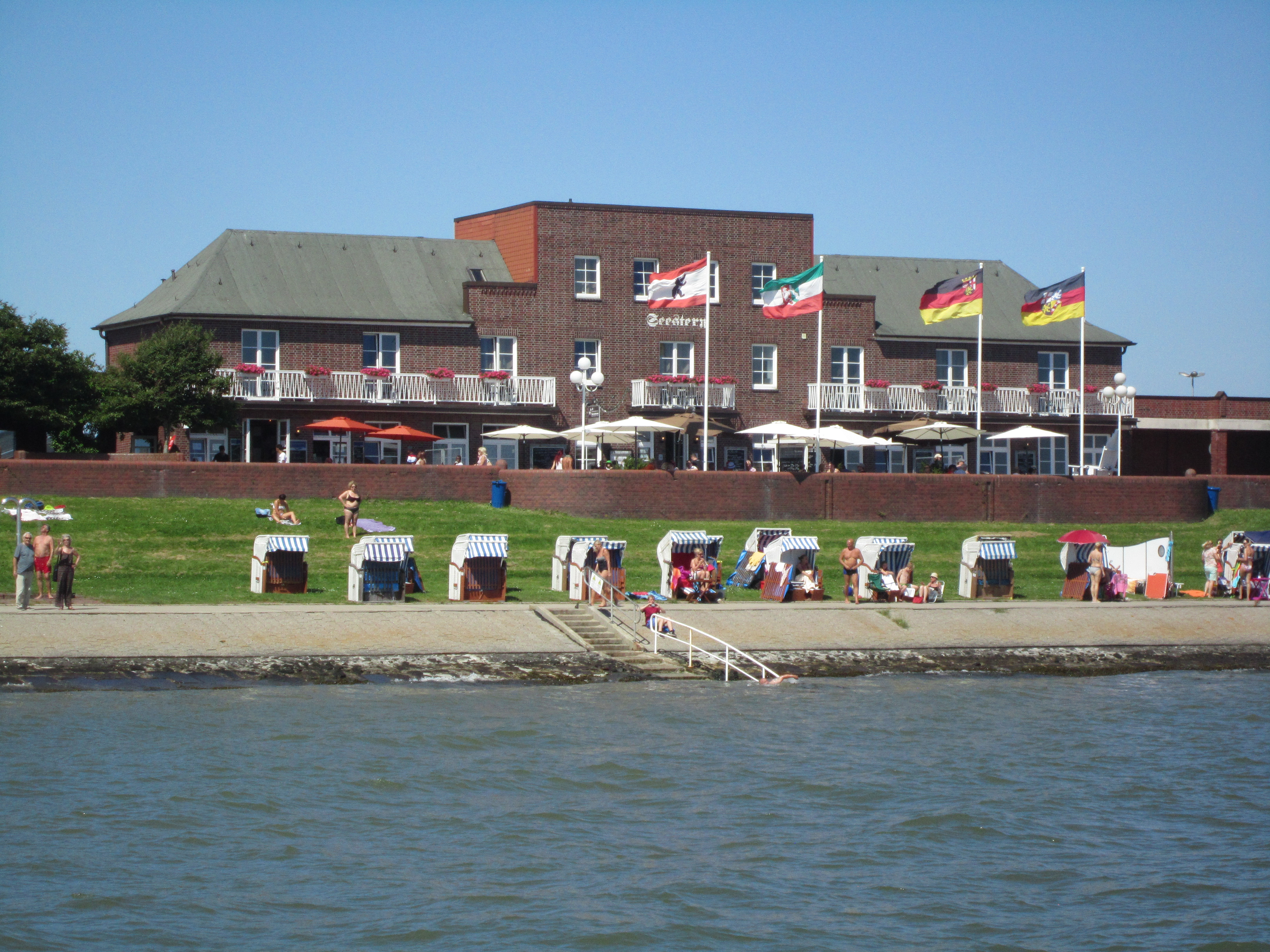
„Echter“ Stadtstrand: Einziger Nordsee-Südstrand des deutschen Festlands in Wilhelmshaven

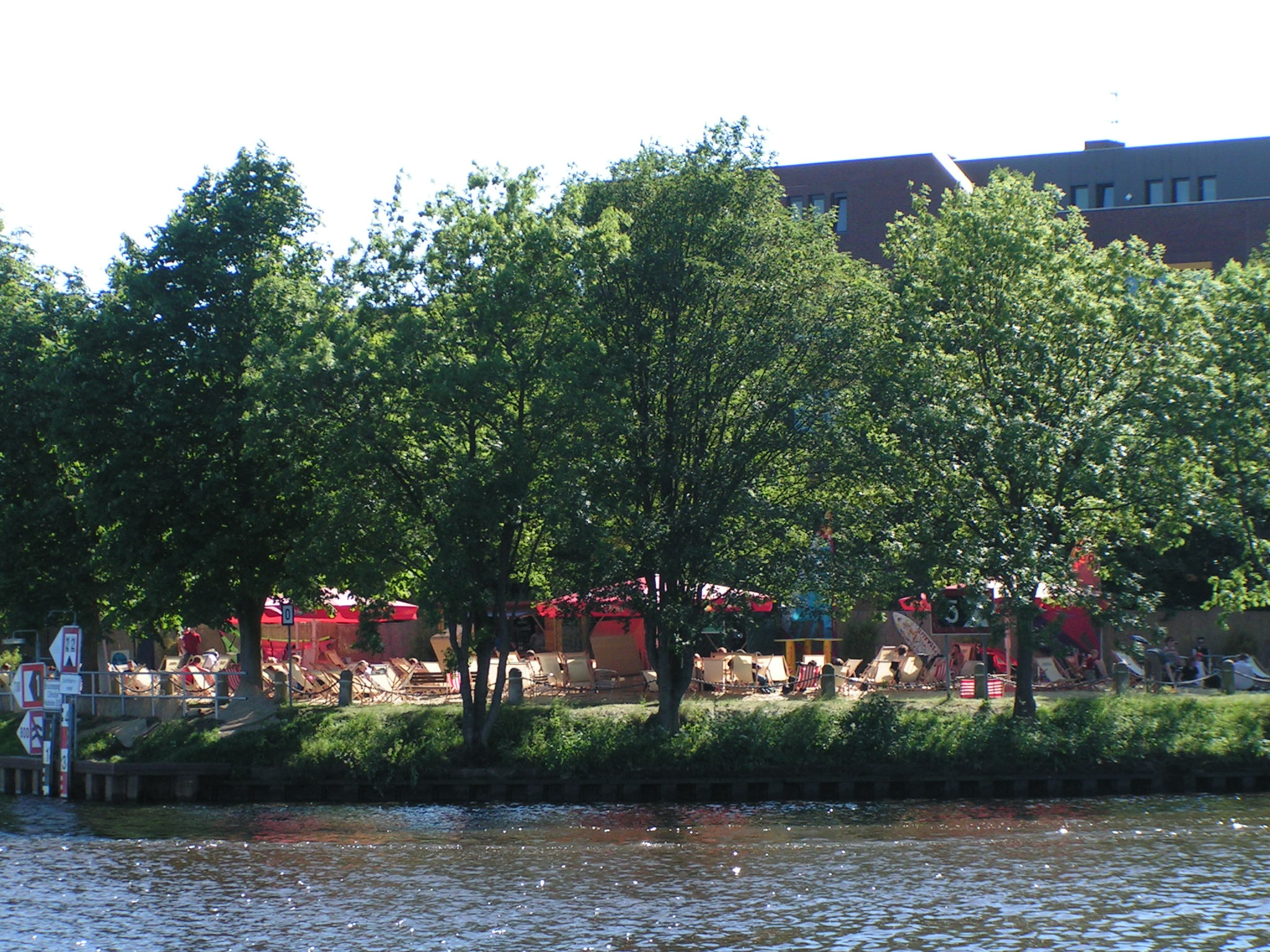
Stadtstrand in Oldenburg am Stadthafen mit strengem Badeverbot

Vorbilder für diesen urbanen Trend sind ebenfalls Stadtstrand genannte „echte“ Strände am Meer wie die Copacabana in Rio, der zentrale Strand von San Sebastián, die Playa de las Canteras in Las Palmas de Gran Canaria, das Ufer von Barcola in Triest oder die Stadtstrände von Stralsund und Wilhelmshaven.
Die Lage der neu geschaffenen Stadtstrände in unmittelbarer Nähe zum Wasser (meist ein mehr oder weniger großer Fluss oder See) trägt dazu bei, die Illusion vom Aufenthalt an einem echten Strand herzustellen. Teilweise werden auch strandtypische Sportarten, wie Beachvolleyball, Boule oder Beachaerobic angeboten. Teilweise fungieren die Stadtstrände auch als „Beach Club“ und sind erst nach Zahlung eines Eintrittsgeldes zu betreten. Bei Ersatzstränden gibt es, z. B. in Hafenbereichen, auf Grund von Badeverboten keine Bademöglichkeiten.
Um Verständnisproblemen vorzubeugen, werden künstlich angelegte Strände in Städten gelegentlich auch als Stattstrand (im Sinne von „Strandersatz“, vor allem wegen fehlender Bademöglichkeiten) bezeichnet. Neu angelegte Strände, an denen offiziell gebadet werden darf, sind keine „Stattstrände“.

## Geschichte
Städte haben schon in früheren Zeiten mit temporären Sandaufschüttungen experimentiert. Doch in Paris entstand 2002 mit dem Projekt Paris-Plages der erste Stadtstrand nach dem heute populären Konzept, für den über die Sommermonate sogar eine stark befahrene Stadtautobahn an der Seine gesperrt wurde. Schnell kopierten private Anbieter anderer Städte diese Idee mit Erfolg. Stadtstrände oder auch „Citybeaches“ folgten in den Hauptstädten Berlin, Hamburg, München, Stuttgart, Düsseldorf, Dresden, Hannover, Magdeburg und Saarbrücken, aber auch in Städten wie Köln, Frankfurt am Main, Nürnberg, Mannheim, Braunschweig, Oldenburg, Osnabrück, Würzburg, Offenbach am Main, Heilbronn, Plauen, Koblenz, Erfurt und Landshut.